# ノリス・ボーデン
ノリス・ボーデン（Norris Bowden、1926年8月13日 - 1991年4月9日）は、カナダ出身のフィギュアスケート選手。1956年コルチナ・ダンペッツオオリンピックペア銀メダリスト。1954年、1955年世界フィギュアスケート選手権ペアチャンピオン。パートナーはフランセス・ダフォ。

## 経歴
- 1947年カナダフィギュアスケート選手権男子シングル優勝。
- 1950-51年よりフランセス・ダフォとペアを組む。
- 1952年オスロオリンピックに出場、5位。
- 1952年より1955年までカナダフィギュアスケート選手権ペア4連覇。
- 1954年、1955年世界フィギュアスケート選手権ペア優勝。
- 1956年コルチナ・ダンペッツオオリンピックでペア銀メダルを獲得。

## 主な戦績

### 男子シングル
| 大会/年      | 1945-46 | 1946-47 |
| ------------ | ------- | ------- |
| カナダ選手権 | 2       | 1       |

### ペア
| 大会/年      | 1950-51 | 1951-52 | 1952-53 | 1953-54 | 1954-55 | 1955-56 |
| ------------ | ------- | ------- | ------- | ------- | ------- | ------- |
| オリンピック |         | 5       |         |         |         | 2       |
| 世界選手権   | 4       | 4       | 2       | 1       | 1       | 2       |
| カナダ選手権 | 2       | 1       | 1       | 1       | 1       |         |